# پایان (آلبوم)
پایان (به انگلیسی: The End) یک آلبوم طولانی از گروه هوی متال انگلیسی بلک سبث است و آخرین اثر منتشر شده آنها به عنوان یک گروه محسوب می‌شود. در تاریخ ۲۰ ژانویه ۲۰۱۶ منتشر شد. نیمه اول آلبوم شامل آهنگ‌های باقی‌مانده از آلبوم ۱۳ و نیمه دوم شامل آهنگ‌های زنده ضبط شده در تور بین سال‌های ۲۰۱۳ و ۲۰۱۴ است.

## پیشینه
این گروه در استودیوهای شانگری-لا در مالیبو با تهیه‌کننده ریک روبین در طول جلسات ضبط آلبوم ۱۳، نوزدهمین آلبومشان، آهنگ‌هایی را ضبط کردند. در حالی که سبث در حال برنامه‌ریزی برای انتشار آلبوم بعدی‌اش، ۱۳، بود، این آلبوم در نهایت کنار گذاشته شد. تونی آیومی، «مقدار زیادی ریف» برای آلبوم رها شده نوشته بود، اما «گیزر (باتلر)، نوازنده گیتار بیس، تمایلی به ساخت آلبوم دیگری نداشت.» خواننده اصلی، آزی آزبورن نیز ابراز تمایلی به ضبط آلبوم دیگری نکرد و گفت: «اگر قرار بود قبل از تور آلبومی منتشر کنیم، تکمیل آلبوم سه یا چهار سال طول می‌کشید.»

## فهرست آهنگ‌ها
| شماره      | نام                                                                         | مدت   |
| ---------- | --------------------------------------------------------------------------- | ----- |
| ۱.         | «Season of the Dead»                                                        | ۷:۲۲  |
| ۲.         | «Cry All Night»                                                             | ۶:۵۸  |
| ۳.         | «Take Me Home»                                                              | ۴:۵۷  |
| ۴.         | «Isolated Man»                                                              | ۵:۳۱  |
| ۵.         | «God Is Dead?» (Live in Sydney, Australia on 2۷ آوریل ۲۰۱۳)                 | ۹:۴۹  |
| ۶.         | «Under the Sun» (Live in Auckland, New Zealand on 2۰ آوریل ۲۰۱۳)            | ۴:۳۶  |
| ۷.         | «End of the Beginning» (Live in Hamilton, Ontario, Canada on 1۱ آوریل ۲۰۱۴) | ۸:۰۹  |
| ۸.         | «Age of Reason» (Live in Hamilton, Ontario, Canada on 1۱ آوریل ۲۰۱۴)        | ۷:۴۶  |
| مجموع مدت: | مجموع مدت:                                                                  | ۵۵:۰۸ |

## عوامل

### عوامل اصلی
- آزی آزبورن - خواننده
- تونی آیومی - گیتار
- گیزر باتلر - گیتار بیس

### نوازندگان اضافی
- برد ویلک - درامز (قطعات ۱ تا ۴)
- تامی کلوفتوس – درامز (قطعات ۵ تا ۸)
- آدام ویکمن – کیبورد (قطعه‌های ۵ تا ۸)

### تولید
- مایک اکستر - میکس، مسترینگ